# Гірмай Гебреселассіє
Гірмай Гебреселассіеє  — еритрейський легкоатлет, бігун на довгі дистанції. Чемпіон світу 2015 року в марафоні з результатом 2:12.28. Він став першим чемпіоном світу з легкої атлетики в історії Еритреї, а також наймолодшим чемпіоном світу в марафоні.

## Виступи на Олімпіадах
| Олімпіада           | Дисципліна | Місце |
| ------------------- | ---------- | ----- |
| Ріо-де-Жанейро 2016 | марафон    | 4     |